# Castel Viscardo
Castel Viscardo es una localidad italiana de la provincia de Terni, región de Umbría, con 3.058 habitantes.

## Evolución demográfica
| Gráfica de evolución demográfica de Castel Viscardo entre 1861 y 2001 |
|                                                                       |
| Fuente ISTAT - Elaboración gráfica por parte de Wikipedia             |